# Vocal semiabierta posterior redondeada
La vocal semiabierta posterior redondeada es un sonido vocálico que se usa en algunas lenguas orales.  Su símbolo en el Alfabeto Fonético Internacional es ɔ, y su equivalente en el sistema X-SAMPA es O. El símbolo AFI es similar a una c vista en un espejo, y tanto el símbolo como el sonido se conocen comúnmente como la "o abierta". Esta denominación representa al sonido, que es similar al de [o], la vocal semicerrada posterior redondeada, salvo que ésta es más abierta. Representa también al símbolo, que puede describirse como una "o" cuyo círculo que ha sido abierto por un lado. Puede aparecer como alófono de /o/ en español, e incluso como alófono principal de un fonema que contrasta con /o/ en los dialectos del sureste de España.

## Características
- Su abertura es entre semiabierta, lo que significa que la lengua se sitúa a medio camino entre una vocal media y una vocal abierta.
- Su localización es posterior, lo que significa que la lengua se sitúa tan atrás como sea posible en la boca sin crear una constricción que se pueda calificar como consonante.
- Es una vocal redondeada, lo que significa que los labios están abocinados y sus superficies interiores expuestas.
- En GNU/Linux se puede introducir mediante el código control+u+0254.